# Krone BiG X

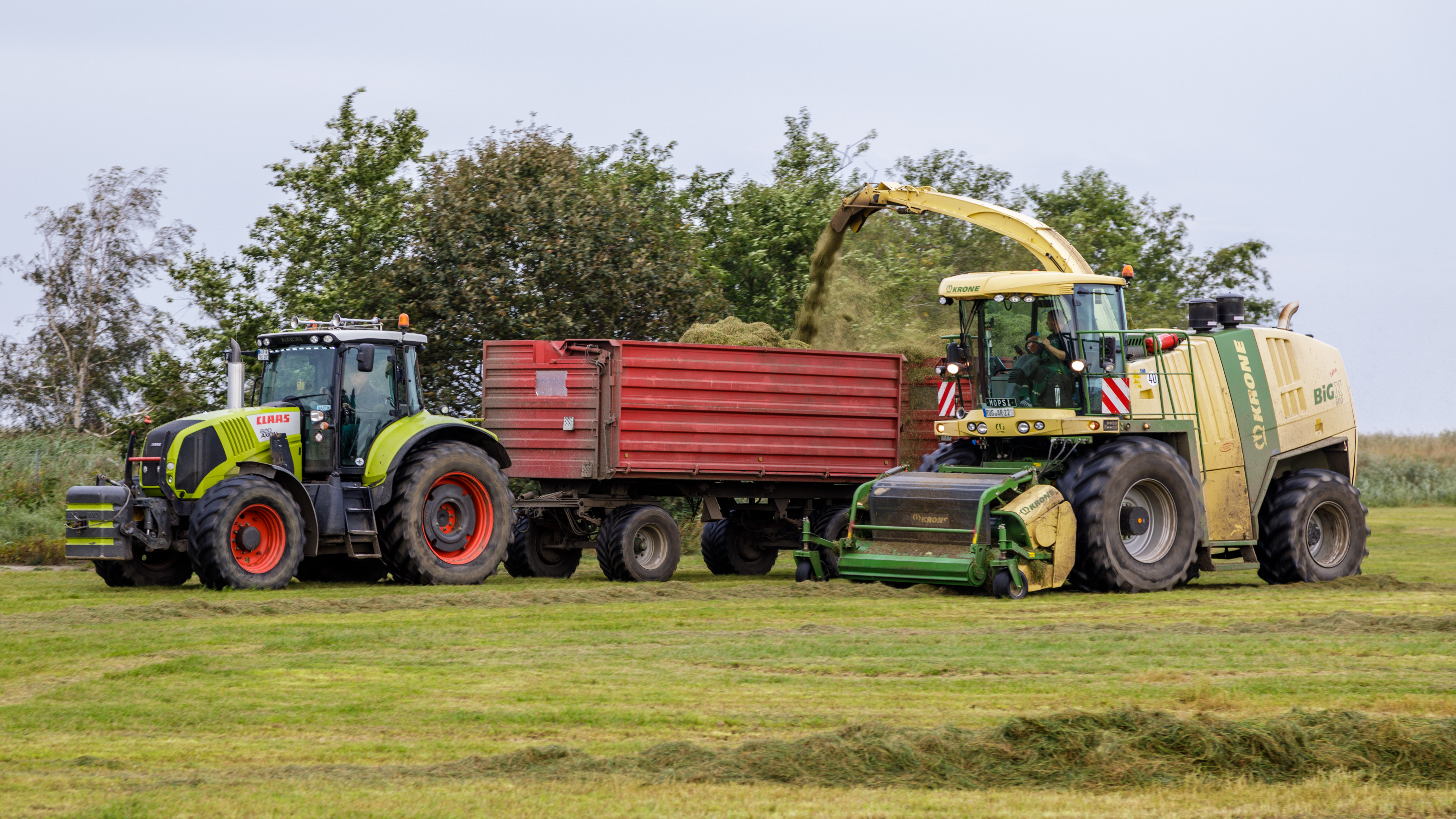
Krone BiG X 600 bei der Grünfutterernte

Der Krone BiG X ist ein selbstfahrender Feldhäcksler des Landmaschinenherstellers Krone Agriculture aus Spelle. Das seit Mai 2000 gebaute Fahrzeug gehört zu den Hauptumsatzträgern der Firma Krone.

## Geschichte
Die Maschinenfabrik Bernard Krone produzierte ab Mai 2000 die erste Generation des BiG-X-Feldhäckslers in den Modellen BiG X V8 und BiG X V12. Die Motorleistung bewarb Krone zunächst als 540 PS. Nach Angaben des Magazins Agrarheute war das Konzept eines Feldhäckslers in der Größe des BiG X mit 40 km/h Fahrgeschwindigkeit und großer Motorleistung Anfang der Jahrtausendwende neu und das Unternehmen befürchtete, die wahre Motorleistung könnte als überdimensioniert aufgefasst werden. Tatsächlich hatte der eingebaute V8-Motor vom Typ Mercedes-Benz OM 502 eine Leistung von 605 PS. Das Modell BiG X V12 war noch leistungsstärker und erhielt einen OM 444 mit bis zu 780 PS.
Im Jahr 2007 brachte Krone mit dem BiG X 800 die zweite Generation des Feldhäckslers auf den Markt, der über zwei verschiedene Motoren angetrieben wird, die bei Bedarf synchron geschaltet werden können. Später wurde die zweite Generation um den BiG X 1000, BiG X 650 und ab 2008 um den BiG X 500 ergänzt; die Modelle BiG X 700, 850 und 1100 kamen 2010 hinzu. Seit 2007 rüstet Krone seine Feldhäcksler serienmäßig mit einem fotooptischen Sensor aus. Über einen Farbabgleich erkennt das in das Maisgebiss integrierte Instrument den Reifegrad der Pflanzen, womit die Struktur des Ernteguts beibehalten und das Risiko von Nachgärungen reduziert wird.
Die kleine BiG-X-Baureihe mit den Feldhäckslern BiG X 480 und 580 stellte Krone 2013 auf der Landtechnik-Leitmesse Agritechnica in Hannover vor. Die neuen Modelle ersetzten den bisherigen BiG X 500 und unterschieden sich von ihrem Vorgänger insbesondere durch ein kleineres Häckselaggregat und insgesamt kompaktere Abmessungen.
Im selben Jahr stellte Krone das Sondermodell BiG X 600 Edition 2013 mit einem V8-Motor von MAN vor. 2015 erweiterte Krone seine kleine Baureihe von Feldhäckslern um die Modelle BiG X 530 und 630. Mit den Modellen BiG X 680, 780, 880 und 1180 stellte Krone im September 2018 seine neue, große Feldhäcksler-Baureihe vor, die die alte Baureihe ersetzt. Der Krone BiG X 1180 der großen Baureihe gilt laut Krone als der leistungsstärkste Feldhäcksler der Welt. Das Fahrzeug hat nach Angaben des Agrartechnikmagazins profi eine Ernteleistung von 360 t/h. Bis auf den Motor ist der BiG X 1180 baugleich zu den BiG-X-Modellen 680, 780 und 880 der großen Baureihe. Ebenfalls 2018 führte Krone für das Modell BiG X 1180 erstmals einen als „OptiMaxx“ bezeichneten Walzenkonditionierer („Korncracker“) mit einem Durchmesser von 305 mm ein.
Im September 2020 präsentierte Krone eine neue Generation der kleinen BiG-X-Baureihe 480, 530, 580 und 630 mit einer neuen Kabine, einem modifizierten Gutfluss sowie der Umstellung auf die Abgasstufe 5. Die Lücke zwischen dem BiG X 880 und dem BiG X 1180 in der größeren Baureihe wurde im September 2022 mit dem BiG X 980 und dem BiG X 1080 geschlossen. In den beiden neuen Modellen werden wie im größten Feldhäcksler der Serie, dem BiG X 1180, V12-Motoren von Liebherr eingebaut.
Mit der kleinen BiG-X-Baureihe 480, 530, 580 und 630 sowie der großen BiG-X-Baureihe 680, 780 880 980 1080 und 1180 bietet Krone zwei verschiedene Grundmuster an, die sich im Wesentlichen durch die Motorleistung sowie gegebenenfalls den Durchmesser der Korncracker unterscheiden, der beim BiG X 1180 auf Wunsch bei 305 mm liegt und nicht bei 250 mm wie bei den anderen Modellen.

## Technische Beschreibung
Die nachfolgende technische Beschreibung orientiert sich stellvertretend für den BiG X primär am Modell BiG X 1180, das weitgehend baugleich mit den Modellen BiG X 680, 780, 880, 980 und 1080 ist und sich von diesen im Wesentlichen durch die Motorisierung unterscheidet. An geeigneten Stellen wird auch auf die kleinen Modelle der aktuellen Baureihe eingegangen.

### Grundaufbau
Der BiG X 1180 ist ein konventionell aufgebauter selbstfahrender Feldhäcksler in Halbrahmenbauweise mit zwei Achsen, tangentialer Häckselgutzuführung in der Front und Durchlauf der Maschine im 90°-Bogen. Der Einzug für das Häckselgut ist vor der Vorderachse an den Feldhäcksler angebaut und besteht aus sechs hydraulisch angetriebenen Vorpresswalzen. Sie sind paarweise angeordnet und verjüngen sich V-förmig zur Vorderachse hin. Der Einzug kann zu Wartungszwecken von der Maschine abgebaut werden. In die Vorderachse eingebaut ist die Häckseltrommel mit 660 mm Durchmesser und 800 mm Kanalbreite. Sie kann mit Universaltrommeln („MaxFlow“) und Biogastrommeln ausgerüstet werden; es gibt Konfigurationen mit 20, 28, 36, 40 und 48 Messern. Der Häckseltrommelboden ist gewölbt und führt das Häckselgut nach oben zu den Konditionierungswalzen. Der Konditionierer „OptiMaxx 250“ hat ein um 5° angestelltes, schräg verlaufendes Sägezahnprofil auf den 250 mm großen Crackerwalzen, die mit einem zusätzlichen Schereffekt das Häckselgut auch in Querrichtung aufbereiten. Der mit 305 mm großen Walzen ausgestattete „OptiMaxx 305“ ist für die Modelle BiG X 680 bis 1180 verfügbar. Im Vergleich zum „OptiMaxx 250“ hat er eine um 20 % höhere Umfangsgeschwindigkeit, eine um 11 % größere Reibfläche sowie über eine Temperaturüberwachung der Lager. Die insgesamt zwei 5° schrägverzahnten Konditionierungswalzen sind in einem gegenläufig rotierenden Paar angeordnet und bereiten („cracken“) das Häckselgut durch Reibung auf, ihre Drehzahldifferenz beträgt 30, 40 oder 50 %. Über den Konditionierungswalzen ist der Wurfbeschleuniger eingebaut, der eine einstellbare Wurfweite hat und das Häckselgut durch den Wurfkanal nach oben aus dem Feldhäcksler in den Auswurfbogen befördert. Dieser hat einen Drehwinkel von 210° und eine Überladehöhe von 6000 mm.
Der BiG X 1180 ist mit einer automatischen Einstellung der Gegenschneide erhältlich, mit der der Fahrer von der Kabine aus in wenigen Sekunden die Gegenschneide automatisch nachstellt. Durch eine kamerabasierte 3D-Bildanalyse wird mit der Überladeautomatik „Easyload“ jedes Abfuhrfahrzeug im Parallelbetrieb zur Seite befüllt. Des Weiteren gibt es für den BiG X das System „Variloc“, mit dem in weniger als fünf Minuten die Trommeldrehzahl umgestellt und somit der Feldhäcksler sowohl im Kurz- als auch im Langschnitt eingesetzt werden kann. Das automatische Datenmanagement im BiG X basiert auf dem Smart-Connect-Steuergerät mit Autologging-Funktion von Krone, mit dem die automatisch aufgezeichneten Daten ins Büro übertragen und für die transparente Abrechnung genutzt werden. Alternativ wird ein auftragsbasiertes Datenmanagement mit einer App angeboten, mit welchem der Fahrer direkt bis zur Feldeinfahrt navigiert wird.
Die BiG-X-Baureihe 480/530/580/630 unterscheidet sich vom BiG X 1180 beim Grundaufbau vor allem durch die geringere Kanalbreite von 630 mm statt 800 mm. Der Konditonierer ist technisch gleich wie bei den größeren Modellen aufgebaut.

### Vorsatzgeräte
Ab Werk sind vier verschiedene Erntevorsätze für den BiG X verfügbar: 
- Pickup EasyFlow
mit wahlweise 3000 oder 3800 mm Arbeitsbreite
- Maisgebiss EasyCollect
reihenunabhängig mit wahlweise 4500, 6000, 7500, 9000 oder 10.500 mm Arbeitsbreite
- Maisgebiss XCollect
reihenunabhängig mit wahlweise 6000, 7500 oder 9000 mm Arbeitsbreite
- Direktschneidwerk XDisc mit 6200 mm Arbeitsbreite.

Das Maisgebiss XCollect unterscheidet sich von einem konventionellen Maisgebiss dadurch, dass es ohne Zwangsschnitt auskommt. Der Schnitt des Erntegutes erfolgt mit Sichelmessern und ist konstruktiv von den Kollektoren, die das Erntegut fördern, getrennt. Damit soll die Funktion laut Angabe des Agrartechnikmagazins traction auch bei erhöhtem Verschleiß gewährleistet werden. Die Sichelscheibendrehzahl ist entweder auf 1000 oder 3000 min−1 einstellbar. Für den Straßentransport kann der XCollect eingeklappt werden.
Für die BiG-X-Baureihe 480/530/580/630 sind die Vorsatzgeräte weitgehend identisch zu denen der großen Baureihe. Einen wesentlichen Unterschied gibt es bei den Maiserntevorsätzen EasyCollect, die bei der kleinen Baureihe nicht mit 10500 mm Arbeitsbreite angeboten werden.

### Krone Nir Control dual
Mit dem optionalen System Krone Nir Control dual werden bei der Ernte von Mais, Gras und Ganzpflanzensilage Daten über die Feuchtigkeit und die Inhaltsstoffe des Erntegutes erfasst. Diese Daten können im Maschinenterminal erfasst und der geernteten Fläche zugeordnet werden. Das System Krone Nir Control dual wird am Auswurfbogen des BiG X montiert. Der Nir Sensor wird sowohl zur Inhaltsstoffbestimmung in der Erntetechnik von Krone sowie im System VanControl dual der Firma Zunhammer verwendet, um Inhaltsstoffe in organischen Wirtschaftsdüngern zu erfassen.

### Antrieb
Der Feldhäcksler BiG X hat zwei Leistungspfade, einen mechanischen und einen hydraulischen. Alle Gutflusskomponenten (die Häckseltrommel, die Konditionierungswalzen und der Wurfbeschleuniger) werden mechanisch über einen Verbundkeilriemen vom Motor angetrieben. Die Drehmomentabgabe auf die Riemenscheibe am Motor kann über eine Lamellenkupplung ein- und ausgeschaltet werden. Der Keilriemen treibt dabei die Häckseltrommel und den Wurfbeschleuniger über eine Umlenkrolle direkt an, wohingegen die Konditionierungswalzen mittels einem über den Wurfbeschleuniger laufenden, zweiten Verbundkeilriemen auf der gegenüberliegenden Seite angetrieben werden. In die Riemenscheibe der Häckseltrommel ist ein zweistufiges Planetengetriebe eingebaut, das eine Häckseltrommeldrehzahl von wahlweise 1250 oder 800 min−1 ermöglicht. Am Motor ist ein Getriebe angeflanscht, an das wiederum die Hydraulikpumpe für den Fahrantrieb und für den Antrieb der Vorpresswalzen angeflanscht ist.
Im Gegensatz zum großen BiG X wird für den Antrieb der Feldhäcksler der kleinen Serie kein Motorabtriebsgetriebe benötigt. Das Zuschalten aller Gutflusskomponenten erfolgt über eine Riemenkupplung.

### Fahrwerk, Bereifung und Kabine
Die Vorderachse des BiG X ist eine ungefederte, angetriebene Starrachse. Wie beschrieben hat der Häcksler eine hydraulische Leistungsübertragung zu den Rädern; es sind Radnabenmotoren des Industrieunternehmens Bosch Rexroth und Planetengetriebesätze eingebaut. Die Hinterachse ist eine gefederte Doppelquerlenkerachse, die auf Wunsch ebenfalls mit Radnabenmotoren ausgerüstet werden kann. Es gibt zwei Fahrbereiche: Einen Feldfahrbereich von 0 bis 25 km/h sowie einen Straßenfahrbereich von 0 bis 40 km/h; die Fahrgeschwindigkeit kann stufenlos eingestellt werden. Ab Werk sind fünf verschiedene Vorderreifenkombinationen und vier verschiedene Hinterreifen-Kombinationen mit Vorderreifenbreiten von 680 bis 900 mm und Felgengrößen von 32, 38 oder 42 Zoll verfügbar; die 500, 620 oder 710 mm breiten Hinterreifen sind stets auf 30-Zoll-Felgen aufgezogen. Alle Reifen sind Radialreifen. Die Kabine ist optional höhenverstellbar und kann um bis zu 700 mm angehoben werden.
Das Fahrwerk und die Kabine der kleinen Serie sind identisch zum großen BiG X. Die Bereifungsoptionen reichen von 680 bis 900 mm und Felgengrößen von 32 bis 42 Zoll.

### Motor
Im BiG X werden konventionelle Industriedieselmotoren verschiedener Zulieferer eingebaut, in Vergangenheit unter anderem Daimler-Chrysler, MAN, MTU und Liebherr.
Der BiG X 980/1080/1180 ist mit einem quer eingebauten V12-Dieselmotor des Typs Liebherr D 9512 ausgestattet, die Modelle BiG X 680/780/880 haben V8-Motoren des Typs D 9508, ebenfalls von Liebherr. Bei einer Zylinderbohrung von 128 mm und einem Kolbenhub von 157 mm ergeben sich so 24,24 l bzw. 16,16 l Hubraum. Der Motor mit Abgasturboaufladung und Rückkühlung hat hängende Ventile ohne hydraulischen Ventilspielausgleich.
Laut Angaben des Agrarmagazins profi hat das Aggregat des BiG X 1180 eine Dauerleistung von 850 kW (1156 PS) bei 1400 bis 1800 min−1, was rechnerisch einem maximalen Drehmoment von 5800 Nm bei 1400 min−1 bzw. einem effektiven Mitteldruck von 30 bar entspricht. Die Dauerleistung im Häckselbetrieb XPower beträgt laut Agrarmagazin traction 818 kW (1112 PS). Im EcoPower-Modus wird die Leistung elektronisch auf 441 kW (600 PS) begrenzt. Die Wartungsintervalle belaufen sich auf 1000 Betriebsstunden. Der Häcksler erfüllt die Abgasnorm Tier 4 final; es wird eine SCR-only-Strategie genutzt, bei der ausschließlich ein SCR-Abgaskatalysator, aber kein Oxidationskatalysator, keine Abgasrückführung und auch kein Rußpartikelfilter zum Einsatz kommen. Der BiG X 1180 ist mit mehreren Kraftstoffbehältern ausgerüstet, deren kombiniertes Fassungsvermögen wahlweise 1100 oder 1500 l beträgt. Zusätzlich gibt es einen 150-Liter-Zusatztank für AdBlue sowie einen 230-Liter-Zusatztank für Siliermittel und auf Wunsch einen weiteren 275-Liter-Siliermitteltank.

## Technische Daten (aktuelle BiG-X-Generation)
| Modell                                | 680            | 780            | 880            | 980            | 1080           | 1180           |
| ------------------------------------- | -------------- | -------------- | -------------- | -------------- | -------------- | -------------- |
| Baujahr                               | 2017           | 2017           | 2017           | 2022           | 2022           | 2018           |
| Motor                                 | Liebherr D9508 | Liebherr D9508 | Liebherr D9508 | Liebherr D9512 | Liebherr D9512 | Liebherr D9512 |
| Anzahl Zylinder                       | 8              | 8              | 8              | 12             | 12             | 12             |
| Hubraum (l)                           | 16,16          | 16,16          | 16,16          | 24,24          | 24,24          | 24,24          |
| Motordauerleistung (kW/PS)            | 505/687        | 570/775        | 660/898        | 720/979        | 790/1074       | 850/1156       |
| Häckseldauerleistung XPower (kW/PS)   | 487/662        | 550/748        | 632/860        | 688/936        | 758/1031       | 818/1112       |
| Häckseldauerleistung EcoPower (kW/PS) | 368/500        | 368/500        | 441/600        | 441/600        | 441/600        | 441/600        |

Quellen:
| Modell                                | 480         | 530         | 580         | 630         |
| ------------------------------------- | ----------- | ----------- | ----------- | ----------- |
| Baujahr                               | 2013        | 2015        | 2013        | 2015        |
| Motor                                 | MTU 6R 1300 | MTU 6R 1300 | MTU 6R 1500 | MTU 6R 1500 |
| Anzahl Zylinder                       | 6           | 6           | 6           | 6           |
| Hubraum (l)                           | 12,8        | 12,8        | 15,6        | 15,6        |
| Motordauerleistung (kW/PS)            | 360/490     | 390/530     | 436/593     | 480/653     |
| Häckseldauerleistung XPower (kW/PS)   | 338/460     | 368/500     | 408/555     | 452/615     |
| Häckseldauerleistung EcoPower (kW/PS) | -           | -           | 338/460     | 338/460     |

Quellen: